# 交差反転式ローター

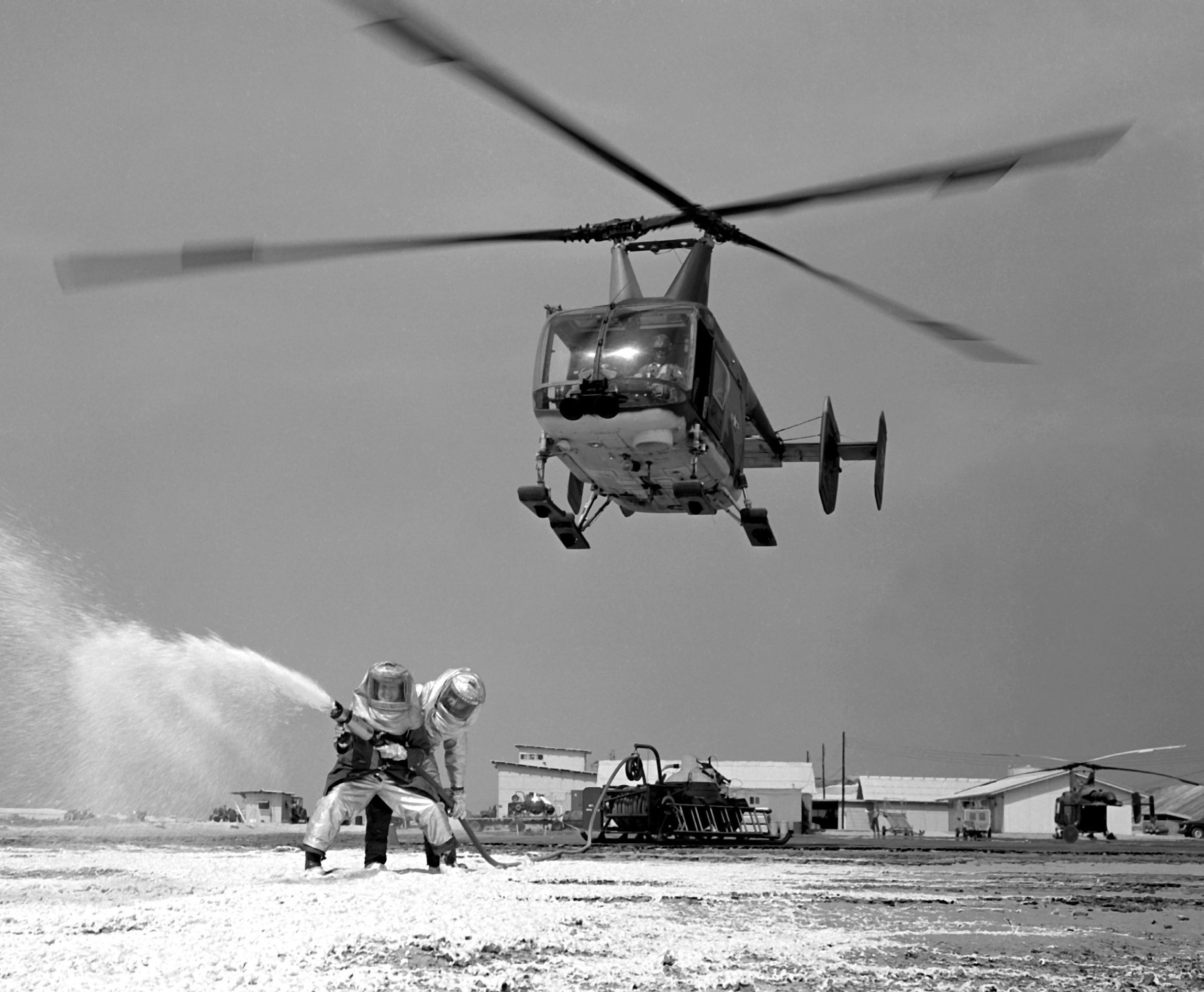
交差反転式ローターを備えた HH-43 ハスキー

交差反転式ローター（こうさはんてんしきローター、英語: intermeshing rotors）は、2つの回転翼が互いに交差した状態で反対方向に回転することにより、反動トルクを相殺するヘリコプターの一形式である。“シンクロプター”とも呼ばれる。また、開発者であるアントン・フレットナーに因んで“フレットナーシステム”とも称される。

## 概要
第二次世界大戦時、ナチス・ドイツの艦載用対潜哨戒任務を目的としてフレットナー Fl 282が開発された。
冷戦期にはアメリカ合衆国のカマン社で同様のヘリコプターがアメリカ空軍向けに開発・生産された。カマンのヘリコプターは従来のテールローター式に比べ、高い自律安定性を備えている。また、同じ出力のエンジンでも無駄なく浮上に用いることが出来るため浮上力が強力であるだけでなく、回転翼の回転軸の下に重心があるために慣性モーメントが少なく機動性にも優れている。

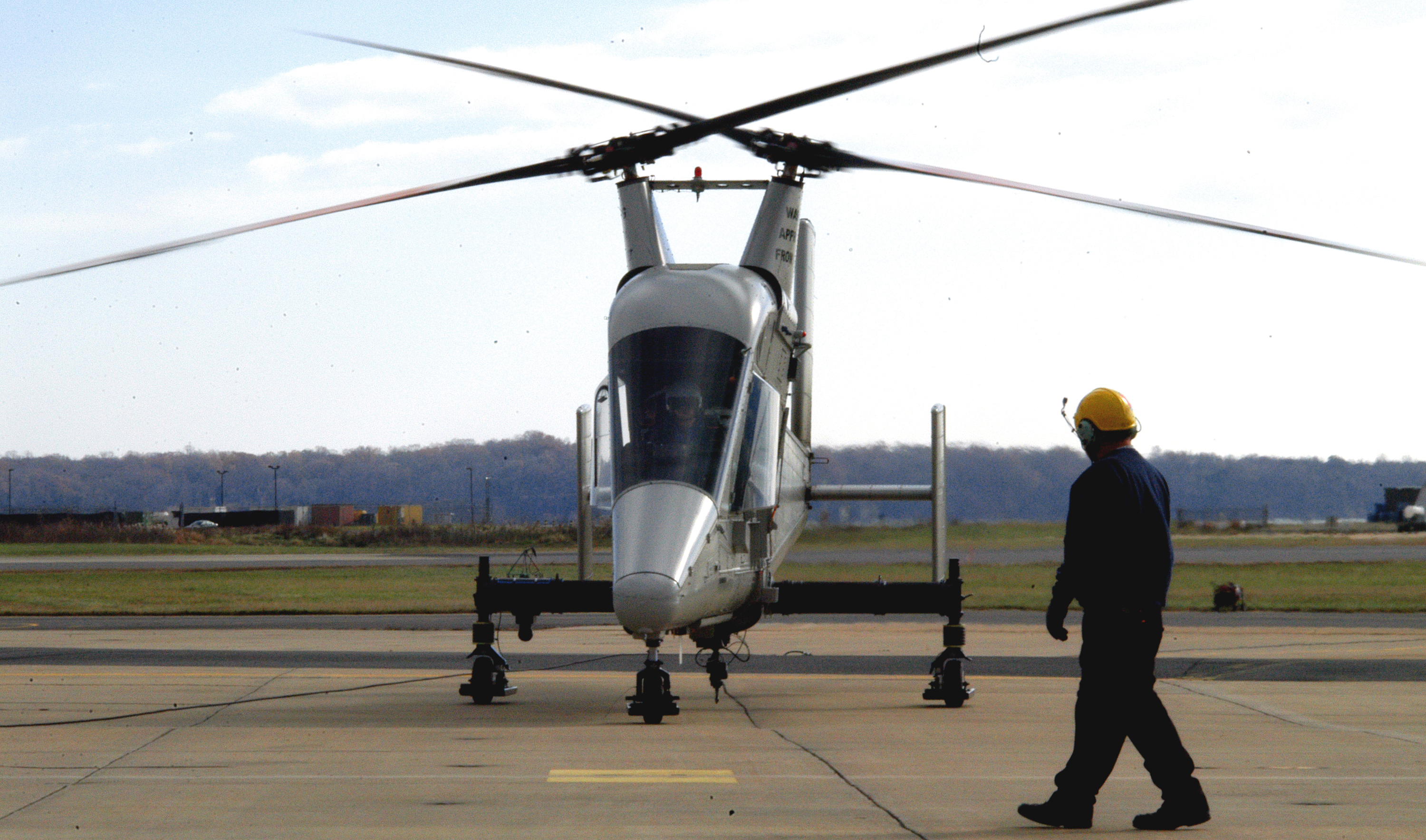
カマン K-MAX

2018年3月現在量産されているもので登場が最も新しいカマン K-MAXは空中懸架に特化した設計で建設業や林業等の分野で活用されている。

## 特徴
二重反転式やタンデム式等の2ローター形式と同様、メインローターを回す反動として発生するトルクを打ち消し合うのでテールローターが不要となり、エンジン出力を全てメインローターに利用できるために出力の無駄が少ない。二重反転式よりもローター回転軸やトランスミッションの構造が簡素で整備性が良く、回転面が完全には重ならないため円盤荷重が下げ易く、タンデム式のように特定の飛行速度で一方のローターが他方を後流に巻き込んでバランスを損なう恐れが無く（これを避けるためタンデム式では後方ローターを前方ローターよりかなり高い位置に配置する）、並列式のように大きな支柱を出して前面投影面積を広げることも無くなる。
欠点としては、横向きの揚力（ローターを外側に傾斜させることで発生する）を打ち消し合うためのパワーロスがある点、ローター回転面が交差しているためにローター同士の干渉による損失が二重反転ローターより大きい点が上げられる。両ローター回転の完全な同調を保証しなければ飛行できないのは他の2ローター形式でも同じだが、交差反転式の場合の同調不良はメインローター同士の衝突を意味するため危険が大きい。

## 応用
ヘリコプター特有のトルクキャンセル制御が必要なく、同軸の場合と比較して単純な構成の回転系で実現できることから、科学玩具などにも採用例がある。既存の商品としては、「空中戦機AIRBOTS」や、学研の「手回し発電ヘリ　クロスコプター」及び同EX などがある。